# Discovery Channel (Kanada)
Discovery Channel ist ein englischsprachiger kanadischer Kategorie A Spartensender mit Hauptsitz in Toronto, Ontario. Der Sender sendet schwerpunktmäßig Dokumentationen und Reportagen aus den Bereichen Natur, Abenteuer, Forschung und Wissenschaften. Der Sender gehört zu 80 % Bell Media und zu 20 % dem US-amerikanischen Unternehmen Warner Bros. Discovery.

## Geschichte
Der Betreiber des Senders NetStar Communications Inc. begann mit dem Sendebetrieb  am 1. Januar 1995. Am 24. Oktober 2000 genehmigte die zuständige Aufsichtsbehörde, die Canadian Radio-television and Telecommunications Commission (CRTC), die 80-prozentige Übernahme des Senders durch CTV Inc, dessen Anteile wiederum zu 80 % Bell Media und zu 20 %  ESPN Inc.gehören.

## Programm
Viele Programme werden vom US-amerikanischen Discovery Channel übernommen, einige Reportagen und Dokumentationen aber auch selbst produziert. Der Sender sendet täglich die wissenschaftliche Nachrichtensendung Daily Planet. Viele der importierten US-Sendungen werden etwas zeitlich versetzt in Kanada ausgestrahlt. Die Sendung The Deadliest Catch z. B. wurde einen Monat später ausgestrahlt als in den Vereinigten Staaten.
Weitere Sendungen die gesendet worden sind:
- Disaster Detectives
- Discovery Sunday Showcase
- Monster Monday
- Supercharged Saturday
- Ultimate
- Wild Discovery
- World's Greatest Mysteries

### Auswahl der kanadischen Produktionen
- Mayday – Alarm im Cockpit
- Against All Odds
- Acorn the Nature Nut
- Aerospace
- Beastly Countdown
- Beyond Invention
- Birth of a Sports Car
- Blueprint for Disaster
- Breaking Point
- Break It Down
- Building the Biggest
- Mega World
- Mean Machines
- Mean Green Machines
- Mighty Ships

## Discovery Channel HD
Am 17. Juni 2011 gab Bell Media bekannt, dass Discovery Channel parallel zum normalen Standardformat auch im HDTV ausgestrahlt werden soll. Der HDTV Kanal von Discovery Channel begann zwei Monate später, am 18. August 2011 mit dem Sendebetrieb.

## Empfang
Der Sender wird in das digitale Kabelnetz von mehreren Kabelnetzbetreibern eingespeist. Somit ist der Sender nahezu landesweit empfangbar. Der Sender ist auch per Satellit durch Bell TV und Shaw Direct empfangbar. Des Weiteren auch durch IPTV von Bell Fibe TV, Bell Aliant, MTS, Optik TV (in Alberta, British Columbia, Quebec), und SaskTel empfangbar.